# Maximilian Beister
Maximilian Beister (Gottinga, 6 settembre 1990) è un ex calciatore tedesco, di ruolo centrocampista.

## Carriera

### Club
Ha giocato 47 partite nella prima divisione tedesca, 76 partite nella seconda divisione tedesca e 9 partite nella prima divisione australiana.

### Nazionale
Ha giocato nelle nazionali giovanili tedesche Under-19, Under-20 ed Under-21.